# Через долину
«Через долину» (англ. Through the Valley) — второй эпизод второго сезона американского постапокалиптического телесериала «Одни из нас». Сценарий к эпизоду написал соавтор сериала Крэйг Мэйзин, а его режиссёром стал Марк Майлод. Премьера эпизода состоялась 20 апреля 2025 года на канале HBO. В эпизоде Элли (Белла Рамзи) и Джесси (Янг Мазино) вышли на патруль, и при этом они ищут Джоэла (Педро Паскаль) и Дину (Изабела Мерсед), пока Томми (Гэбриел Луна) готовится к надвигающемуся нападению на Джексон, Вайоминг, а Эбби (Кейтлин Дивер) стремится отомстить Джоэлу.
Эпизод снимали в начале 2024 года. Нападение на Джексон, написанное, чтобы показать продолжающиеся конфликты персонажей и мотивации их действий, снималось почти четыре недели, и для съёмок потребовались более 600 кадров с визуальным эффектами, около 100 актёров массовки и десятки каскадёров. Сценаристы решили показать смерть Джоэла в начале сезона, поскольку именно она приводит сюжет в действие. Критики высоко оценили режиссуру, операторскую работу, сценарий и игру Паскаля, Рамзи и Дивер; некоторые посчитали, что нападение на Джексон затмило собой смерть Джоэла, в то время как другие похвалили сопоставление этих сцен. На линейном телевидении эпизод посмотрели 643 000 зрителей.

## Сюжет
Укрывшись со своей группой в заброшенном домике недалеко от Джексона, Вайоминг, Эбби видит сон, в котором она предупреждает своё прошлое «я» не входить в комнату, где убили её отца. Проснувшись, она сосредотачивается на миссии убить Джоэла, тогда как её друзей беспокоит охрана города и отсутствие у неё плана действий, и они подумывают об отступлении. Эбби отправляется разведывать обстановку в Джексоне, а её друг Оуэн говорит остальным членам группы, что он попытается убедить её вернуться в Сиэтл.
Элли говорит Джесси, что она хочет отправиться патрулировать вместе с Джоэлом, однако Джесси сообщает ей, что тот уже ушёл с Диной. Эбби случайно пробуждает огромную орду заражённых, скрывающихся под снегом, и её спасают Джоэл и Дина. В Джексоне обнаруживаются заражённые отростки, которые перенаправляют орду в сторону города, что приводит к битве, в результате которой Джексон получает тяжёлые повреждения и несёт потери; Томми спасает свою жену Марию от топляка, отводя его подальше и убивая его с помощью огнемёта.
Эбби заманивает Джоэла и Дину в домик, утверждая, что у неё есть друзья, которые могут помочь им защитить Джексон. После того, как Дину лишают сознания, Эбби раскрывает, что она является дочерью врача Цикад, которого Джоэл убил в Солт-Лейк-Сити. Она стреляет Джоэлу в колено из дробовика и несколько раз бьёт по ране клюшкой для гольфа, избивая его до тех пор, пока клюшка не ломается пополам. Элли, которая искала Джоэла и Дину, попадает в плен и вынуждена наблюдать, как Эбби убивает Джоэла, вонзив в него сломанную клюшку. Элли клянётся убить Эбби в отместку, однако группа щадит её и уходит. Джексон начинает восстанавливаться после кровавой битвы, пока Элли, Дина и Джесси возвращаются домой с телом Джоэла.

## Производство

### Разработка и сценарий

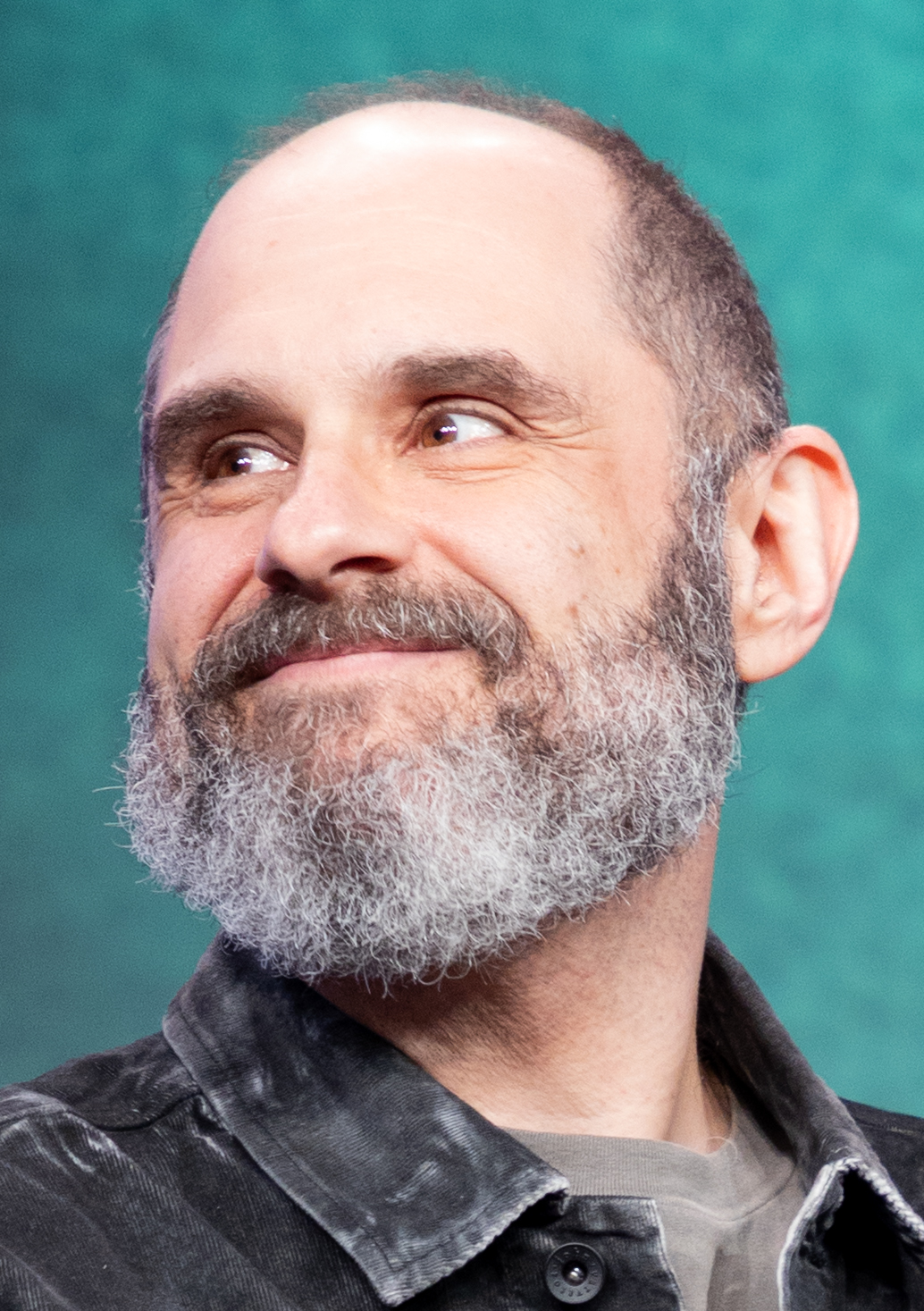
Сценарий к «Через долину» написал соавтор сериала Крэйг Мэйзин

Сценарий к «Через долину» написал соавтор сериала «Одни из нас» Крэйг Мэйзин, а его режиссёром стал Марк Майлод. Мэйзин хотел, чтобы Майлод поработал над первым сезоном, но он был занят на съёмках «Наследников». После того, как Майлод упомянул во время одной из панелей, что он хотел бы поработать Мэйзином, Мэйзин прислал ему сценарий к эпизоду; Майлод прочитал его, и он ему показался неотразимым. Ранее Майлод работал с Беллой Рамзи (исполнительницей роли Элли) в эпизоде «Игре престолов» под названием «Сломленный человек», что стало её первой актёрской работой. Второй сезон «Одних из нас» основан на видеоигре 2020 года The Last of Us Part II. В игре Джоэл был на патрулировании в паре с Томми, а Элли с Диной; в эпизоде Джоэл был в паре с Диной, и это было сделано, чтобы показать их отношения и более близко связать её со смертью Джоэла, и решение держать её на расстоянии от Элли было продиктовано желанием показать их текущие отношения более неоднозначными. Мэйзин посчитал, что это дало Джоэлу ещё одну причину бездействовать, поскольку он не хотел рисковать жизнью Дины. Рамзи посчитала, что это добавило обиды Элли, поскольку свой последний день Джоэл провёл с Диной, а не с ней. Решение поставить Элли в пару с Джесси также позволило сосредоточиться на Джесси и на их отношениях.
Мэйзин узнал о смерти Джоэла во время разработки второй игры, ещё до того, как он начал работать над первым сезоном. Он чувствовал, что это было правильным решением в плане повествования, и он не хотел удалять её из сериала; он чувствовал, что жестокость убийства была эффективным ответом на действия Джоэла.:3:26 Сценаристы долго обдумывали, в каком эпизоде показать смерть Джоэла; в какой-то момент они думали, что её можно показать позже в сезоне, но передумали. Мэйзин посчитал уместным, что смерть Джоэла произошла во втором эпизоде сезона, после того, как в первом эпизоде были показаны напряжённые отношения Джоэла и Элли.:4:22 Соавтор сериала Нил Дракманн, который также является сценаристом и сорежиссёром игр, считал, что смерть должна была произойти как можно раньше, поскольку именно с этого момента начинается история сезона,:41:40 и если бы её отложили до более позднего момента, то у него сложилось бы ощущение, что они «как бы тянули резину». Мэйзин также брал во внимание реальные последствия того, что произойдёт, если бы они отложили смерть Джоэла, понимая, что зрители постоянно будут напоминать себе, что это ещё не произошло; он не хотел, чтобы создавалось ощущение, что «как бы кокетничаем со всеми».
Майлод больше нервничал из-за съёмок смерти Джоэла, чем из-за любой другой экшн-сцены, из-за её эффекта и из-за стремления отдать должное выступлениям в игре.:20:17 Дракманн считал, что демонстрация жестокости позволяет зрителям понять образ мыслей персонажей и их последующие решения, хотя сцена была немного смягчена по сравнению с игрой из-за реализма в игровом телесериале. Мэйзин и Майлод подробно обсудили сцены насилия, полагая, что их нужно показать, чтобы продемонстрировать поступки Эбби, и при этом оно должно быть сдержанным, чтобы избежать прославления или восхваления насилия. Насилие изначально должно было быть изображено тоньше, однако Майлод чувствовал, что отказ от показа смерти выглядел бы «излишне осторожным» и как будто они «уклоняются». Мэйзин думал, что показывать то, как кулаки Эбби бьют по лицу Джоэла, «было бы излишним и напоминало бы боевик», не отражающим истинное горе и порицание данной сцены, тогда как Майлод «хотел избежать явных пыток». Лицо Элли — последнее, что видит Джоэл, и его попытка двигаться после того, как она умоляла его встать, демонстрирует то, что он понимал, что она находится рядом, в отличие от игры. То, что она ползла к нему, присутствовало в первом варианте сценария, так как это отражало её потребность быть рядом с ним; во время одного из дублей Майлод заплакал. В некоторых дублях Мэнни плевал на труп Джоэла, как это было в игре, но этот момент был вырезан ради лучшего общего дубля.
Сценаристы чувствовали, что отсутствие игрового персонажа позволило сериалу показать нападение на Джексон, которого не было в игре.:7:16 Дракманн оценил изображение масштаба заражённых, который подразумевается в играх и первом сезоне, но редко демонстрируется.:24:50 Близкое знание сценаристами производства шоу позволило добавить больше сцен действий, с помощью которых они сохраняли связь с развитием персонажей.:25:46 Мэйзин считал, что отношения, такие как между Томми и Марией, повысили ставки, сделав происходящее казаться чем-то большим, чем «просто сражением».:29:30 По мнению Дракманна, включение осады добавило персонажам больше продолжающегося конфликта, поскольку они имеют дело с большими потерями, а не только с потерей Джоэла, а Мэйзин чувствовал, что это демонстрирует потерю стабильности персонажами, так как до этого они чувствовали себя в безопасности в Джексоне; использование Томми огнемёта против топляка — это отсылка к оружию из игры, и это отражает страх, который Мэйзин испытывал во время игры. Сцена с замороженными заражёнными была расширена по сравнению с аналогичной сценой в игре, тогда как другие сцены, такие как преследование Эбби ордой и её спасение Джоэлом, были адаптированы гораздо ближе к первоисточнику.:32:24

### Подбор актёров и персонажи
Педро Паскаль, который играет Джоэла, знал о смерти своего персонажа ещё тогда, когда впервые согласился исполнить эту роль. Во время съёмок он чувствовал себя неизменённым, пока ему не наложили грим, изображающий кровавые раны, и это, по словам актёра, «полностью уничтожило атмосферу, стоило кому-то взглянуть на меня» из-за чувства горя. Мэйзин не переживал из-за потери популярности Паскаля после его ухода из сериала, отметив, что мир и сюжет являются «звёздами» сериала. Паскаль успел сблизиться с исполнительницей роли Эбби, Кейтлин Дивер; он посчитал их близкие отношения ироничными, учитывая конфликт их персонажей, но чувствовал, что это помогло им сблизиться.:2:31
Во время читки сценария Рамзи стало плохо и расплакалась, и с ней такое произошло впервые.:6:11 Она готовилась к этой сцене, воспринимая её как обычную, раз за разом слушая песню группы Buckwheat Boyz «Peanut Butter Jelly Time», чтобы нивелировать мрачность и усталость, и она продолжала так делать за несколько секунд перед каждым дублем. Она вспоминала, что во время съёмок «всё случилось само собой», но в целом ей было легче играть, чем в других моментах, поскольку она «точно знала, какой должна была быть эта сцена». Мэйзин чувствовал, что то, что Элли умоляла Джоэла «встать», отражало чувства зрителей, который чувствовали то же самое.
Гэбриел Луна и Рутина Уэсли, которые играют Томми и Марию, проходили подготовку по обращению с огнестрельным оружием и к выполнению трюков для сериала, включая использование копий оружия из игры, такого как винтовка M1 Garand, которой пользуется Томми. Луна также научился стрелять из огнемёта. После завершения производства у него периодически возникали видения горящих фигур, бегущих к нему, что, как он подозревает, является следствием травмы от работы с огнемётом. Изначально Луна был обеспокоен отсутствием Томми во время смерти Джоэла; позже Мэйзин прислал ему подробное сообщение, в котором он изложил свои планы относительно истории Томми, включая битву в Джексоне. Дракманн чувствовал, что цель Томми изменилась во время сцены сражения: от защиты Джексона до спасения Марии, которую он вместе с сыном любит больше всего. Уэсли считала, что оба персонажа были «якорями друг для друга».
Мёртвое тело отца Эбби было намерено показано в финале первого сезона из-за его значимости во втором сезоне, особенно в сцене сна Эбби.:10:01 Дивер хотела, чтобы чувства горя и утраты отражались у неё в глазах; она считала её «очень сломленным человеком». Мэйзин считал, что Эбби не была «удовлетворена» после смерти Джоэла, поскольку она не достигла в полной мере того, к чему стремилась, и расстроила своих друзей при этом; он чувствовал, что она «не была в состоянии контролировать себя» в этой сцене. Дивер, как зритель первого сезона, сочла смерть Джоэла «разрывающей сердце». Это было её первой сценой, снятой в сериале; съёмки проходили спустя несколько после смерти её матери и через три дня после похорон. Хотя у Паскаля и Изабелы Мерсед были обязательства перед съёмками в других проектах, график производства был переработан, чтобы соответствовать потребностям Дивер, и она выбрала день для съёмок смерти Джоэла, попросив минимальную съёмочную группу. Она не смогла подготовиться к сценам привычным образом, что, по её мнению, пошло персонажу на пользу, сделав её более естественной. Мэйзин написал монолог для Эбби, которого не было в игре, и это было вызвано тем, что мотивации Эбби были раскрыты ранее в сериале, чем в самой игре. Майлод чувствовал, что Дивер «отдаст себя всю», даже в дублях, не сосредоточенных Эбби, что назвал «моей мечтой как режиссёра».

### Музыка
Эпизод заканчивается кавером на песню Шона Джеймса «Through the Valley» в исполнении Эшли Джонсон, которая сыграла Элли в играх и Анну, мать Элли, в сериале. Кавер-версия от Джонсон была представлена во второй игре и во время её маркетинговой кампании; версия, представленная в эпизоде, представляет собой смесь оригинального исполнения и новой записи, включающей более мягкую версию второго куплета, чтобы лучше соответствовать сценам.:29:25 Потоки воспроизведения кавера Джонсон увеличились более чем на 1000% на Spotify в США после выхода эпизода в эфир. Мэйзин чувствовал, что использование песни отражает любовь Анны к Элли в сцене, где Элли оплакивает Джоэла, по сути помещая обоих родителей Элли в эту сцену. Он обнаружил, что некоторые строки отражают события эпизода — в то время как Джексон может быть спасён, души были прокляты — другие же отражают недостижимые желания персонажей::38:40
I walk through the valley of the shadow of death

And I fear no evil because I'm blind to it all

And my mind and my gun, they comfort me

Because I know I'll kill my enemies when they come.
Композиторы Густаво Сантаолалья и Дэвид Флеминг работают над музыкальной партитурой сериала, ориентированной на персонажей и действие, соответственно. Они хотели, чтобы музыка во втором эпизоде отражала неизбежность происходящего, но при этом не перегружала события. Для сцены нападения на Джексон, Флеминг использовал расстроенные банджо и виолончели, которые использовались в предыдущих эпизодах; он хотел, чтобы сцена погони заражённых за Эбби была драматичной, но не затмевала нападение на город. Для сцены смерти Джоэла, Сантаолалья повторно использовал несколько тем, чтобы создать «эмоциональный пик», одновременно переходя к новым музыкальным мотивам с использованием привычных инструментов, таких как чаранго, сохраняя «эстетику музыки не только в темах, но и в инструментовке и сырости звучания». Флеминг и Сантаолалья создавали музыку для Эбби таким образом, чтобы она соответствовала её гневу, боли и травме подобно Элли, а не изображала её как традиционного антагониста.

### Съёмки
Эпизод снимался в течение полутора месяцев, начиная с февраля 2024 года. Сцена гибели Джоэла была снята 7 марта в Камлупсе, Британская Колумбия. Паскаль опоздал на съёмки, поскольку его рейс был перенаправлен из-за плохой погоды, что вынудило его вернуться в Ванкувер. Мэйзин и Майлод потратили несколько часов на то, чтобы определить, где каждый персонаж будет размещён в сцене, и Майлод и оператор Кэтрин Голдшмидт решили сосредоточиться на лицах друзей Эбби во время сцены, а не на насилии. Плач Мел был сымпровизирован актрисой Ариэлой Барер. Сцены в лыжном домике были отсняты за четыре дня; из двух дней, посвящённых смерти Джоэла, один был главным образом посвящён сценам с участием Элли. Мэйзин считал, что грим на лице Джоэла после его смерти был самым важным в сезоне. Паскаля отсканировали в 3D, чтобы позволить художнику грима Барри Гауэру создать его с учётом его измерений, особенно учитывая тот факт, что левый глаз Паскаля должен был оставаться закрытым.:7:45 Голдшмидт сняла с помощью крана сцену, где Элли лежит рядом с мёртвым телом Джоэла, чтобы зрители могли осознать полное пространство комнаты и почувствовать изолированность и пустоту интимного момента между персонажами.:7:29 Хотя остальная часть сцены была сосредоточена на актёрах, Майлод хотел, чтобы финальный кадр отошёл от «традиционного кинематографического стиля к месту, которое было бы финальным, осуждающим и, возможно, разрывающим сердце».
Сцены, связанные с Джексоном, были сняты в Мишине, Форт-Лэнгли и Лэнгли. Город был построен на парковке в Ванкувере, его площадь составила 292 500 квадратных футов (27 170 м²), и в нём было 45 частично построенных зданий. Чтобы продемонстрировать рост города, материалы, использованные при изображении Джексона в первом сезоне сериала, повторно не использовались. Сцену нападения снимали почти четыре недели; Майлод и Голдшмидт подготовили раскадровку сцен на съёмочной площадке перед тем, как её завершили художник-постановщик Дон Маколи и его команда, добавив необходимые элементы, такие как противопожарная защита зданий и подиумы для актёров и съёмочной группы. Маколи проиллюстрировал каждую часть битвы на съёмочной площадке, чтобы помочь съёмочной группе. Исполнительные продюсеры Жаклин Леско и Сисел О’Коннор возглавляли команды, ответственные за экшн-сцены, в состав которых входили десятки каскадёров и около сотни статистов в сложном гриме; каскадёры посещали тренировочный лагерь, чтобы ознакомиться с ролями. Гауэр обсудил с Мэйзином и Дракманном изменение внешнего вида некоторых заражённых в связи с более холодной погодой, добавив им следы обморожения.:4:42
Каскадёру Гленну Эннису, который исполнял роль топляка, пришлось использовать охлаждающие подушки и охлаждающий шатёр перед тем, как по нему стреляли из огнемёта, и он делал это примерно 12-14 раз; Майлод подумал, что они «чуть не довели его до переохлаждения». С 18 марта производство переместилось в Альберту на шестнадцать дней, в том числе в Иксшоу и на курорте Fortress Mountain Resort. Погодные условия повлияли на производство, поскольку съёмки проходили во время метели в Fortress Mountain,:1:00 и в Уистлере, во время сцены, где Эбби преследуют заражённые;:4:11 при съёмках данной сцены съёмочная исключила некоторых членов съёмочной группы (включая звукотехников), чтобы избежать риска схода лавины.:4:36 Мэйзин и Маколи придумали противостояние между Томми и топляком в переулке после завершения основного производственного периода; эта сцена была снята четыре месяца спустя на частной территории в бухте Минати-Бэй в Британия-Бич в течение пяти дней — 5, 7, 12, 13 июня и 2 июля — с использованием дымовых и огневых пиротехнических эффектов.

### Пост-продакшн
Майлод и первый ассистент режиссёра Дэн Миллер работали с супервайзером визуальных эффектов Алексом Вангом над созданием превизуализации всей сцены битвы. Майлод чувствовал, что его опыт работы как режиссёра в «Игре престолов» подготовил его к работе к физическому производству и работе с визуальными эффектами. Над эпизодом трудились одиннадцать команд специалистов по визуальным эффектам, среди которых были DNEG, Important Looking Pirates и Wētā FX; Wēta FX работала над заражёнными,:26:00 а Important Looking Pirates занимались сценой с топляком.:24:20 В эпизоде было использовано более 600 кадров с визуальными эффектами, что почти на 200 больше, чем в пятом эпизоде предыдущего сезона. Хотя топляка в том эпизоде изначально исполнял роль каскадёр в гриме, которого позже заменили с помощью CGI, Ванг и его команда сначала создали топляка в «Через долину» с помощью CGI, чтобы лучше понять его дизайн. Они изменили его внешний вид — особенно форму головы и отростков грибниц, а также голубой и фиолетовый цвета, отражающие холодный климат местности, — и сделали его крупнее и внушительнее. Его движения вдохновлены животными вроде аллигаторов, которые обычно двигаются медленно, но ускоряются, когда их загоняют в угол или атакуют. Ванг использовал геймплей Part II как руководство для анимации горения топляка. Было протестировано несколько анимаций; Ванг хотел, чтобы зрители увидели, как пламя охватывает многочисленные слои тела существа, чтобы сделать его смерть правдоподобной.
Тимоти А. Гуд стал монтажёром «Через долину». Он начал работу над эпизодом в конце февраля 2024 года, а финальный монтаж был завершён более чем через год.:30:22 Он получил больше материала со съёмок, чем обычно: 24 дня основного производства (по три часа в день) и более 30 дней съёмок второй группы, в общей сложности около 50 дней.:20:18 Ранние версии монтажа чередовали сцены битвы за Джексон и лыжного домика, однако Гуд чувствовал, что зрителям больше интересна драма, сосредоточенная на персонажах в домике, из-за чего сцены с Джексоном были поставлены чуть раньше в эпизоде. Гуд считал сцену смерти Джоэла самой сложной для монтажа, особенно из-за давления, вызванного её важностью, и тревоги, которую она вызовет у зрителей. Чтобы лучше понять, какие элементы сцены наиболее важны, он пять раз перемонтировал эту сцену, прежде чем представить её,:5:11 после чего Майлод и Мэйзин дали ему дополнительные рекомендации, например, Мэйзин предложил добавить больше насилия с точки зрения Элли и добавить паузу, прежде чем она отреагирует на смерть Джоэла.:10:23 Обычно сериал избегает показа насилия, как было и в оригинальной версии Гуда, где не была показана смерть Джоэла, но Мэйзин счёл её более шокирующей. Подход Элли к домику был смонтирован в виде быстрых нарезок, чтобы сохранить динамику сцены, но достаточно длинными, чтобы показать её точку зрения.
Майлод снял актёров несколькими разными способами, что заставило Гуда попытаться выбрать наиболее эффективную версию; он смешал несколько версий, чтобы показать изменение эмоций Элли на протяжении всей сцены — от властности до спокойствия и гнева.:6:47 Майлод снимал целые сцены с разных точек зрения, например, смерть Джоэла глазами одного из членов группы Эбби, что дало Гуду больше материала для монтажа:22:20 и позволило ему создать новые моменты в сюжете, например то, что Оуэн указывает Мэнни оставить Элли в живых.:13:07 Аудиозапись, на которой Джоэл говорит Эбби: «Да заканчивай уже», была взята из другого дубля, а не из того, который был показан в эпизоде. Отступив от обычного процесса, Гуд смонтировал финальные сцены под музыку, что вынудило его сократить сцену между Томми и Марией; он ограничил её самым важным элементом, показав, как Мария утешает сломленного Томми.:27:35 Гуд попросил добавить звук, который слышен, когда Джоэла волочат по снегу, чтобы зрители могли ощутить его присутствие.:31:07

## Реакция

### Показ
Премьера эпизода состоялась на канале HBO 20 апреля 2025. На линейном телевидении эпизод посмотрели 643 000 зрителей, а его рейтинг составляет 0,16.

### Реакция критиков
«Через долину» получил рейтинг 95% на сайте Rotten Tomatoes на основании 22 отзывов со средней оценкой 9,1 из 10. Майкл Уолш из Nerdist назвал его «телевидением в своём абсолютнейшем проявлении во всех отношениях». Нейтан Ингрэм из Engadget, что одновременное изображение битвы за Джексон и смерти Джоэла является «заслугой сценаристов, режиссёров и актёрского состава», хотя Саймон Карди из IGN почувствовал, что это были «две истории, которые не дают друг другу возможности дышать».
Критики высоко оценили игру Рамзи за то, как она изобразила горе и ярость, особенно в криках Элли, когда убивают Джоэла; Кимберли Рутc из TVLine высоко оценила способность Рамзи передать «отчаяние Элли от осознания того, что теперь у неё больше нет времени всё наладить» с Джоэлом, а Кэролайн Сиде из The A.V. Club отметила, что Рамзи убедительно передала «зрелость и детскую непосредственность» Элли. Выступление Дивер было высоко оценено за интенсивность и свирепость, что, по мнению многих, компенсировало менее мускулистое телосложение Эбби по сравнению с игрой; Крис Беннион из Telegraph назвал выступление Дивер «грандиозным», придающим реалистичность действиям Эбби, а Алекс Уэлш из TheWrap счёл, что оно «не оставляет сомнений в том, почему именно она была подходящей актрисой для этой роли». Карди из IGN назвал выступление Паскаля «безупречным», отметив выражение «принятия в его глазах» перед смертью; Уолш из Nerdist счёл последний взгляд Паскаля на Элли запоминающимся, а также похвали тонкие эмоции Луны.
Сиде из The A.V. Club сравнила сценарий эпизода с греческой трагедией, назвав сюжетные условности «целенаправленно разрушительными, а не структурно ленивыми». Зоша Миллман из Polygon оценила то, что случайное освобождение Эбби орды заражённых, которая потом напала на Джексон, демонстрирует широкие социальные последствия её стремления отомстить. Несколько обозревателей высоко оценили сцену смерти Джоэла за то, что она балансировала между болью и жестокостью Эбби; Ингрэм из Engadget похвалил сопоставление этой сцены с нападением на Джексон, так как это подчёркивает слои горя, хотя Трейси Браун из «Los Angeles Times» сочла недостаточно тонким тот факт, что Джексон «уничтожают заражённые монстры, в то время как Джоэла… убивают человеческие монстры». Карди из IGN посчитал, что экшн затмевает собой смерть Джоэла и отвлекает от событий с неизвестными персонажами. Кеннет Шепард из Kotaku раскритиковал темп эпизода и отметил, что подтекст стал слишком очевидным, если убрать двусмысленность Эбби и показать, как Элли обнимает тело Джоэла. Ширли Ли из «The Atlantic» посчитала, что речь Эбби лишила убийство Джоэла чувства шока, а «неослабевающее» нападение на Джексон было добавлено лишь для компенсации, отчего сериал «стал более замкнутым и удушающим в своём повествовании». Многие рецензенты сочли, что шок от смерти Джоэла напоминал о смерти Неда Старка или о Красной свадьбе в «Игре престолов».
Режиссура Майлода и операторская работа Голдшмидт были высоко оценены за то, что они уделяли особое внимание персонажам, особенно во время экшн-сцен и смерти Джоэла. Несколько критиков похвалили сцену погони за Эбби, посчитав, что операторская работа ужасает благодаря ощущению клаустрофобии; Карди из IGN посчитал, что она демонстрирует «бешеную неуёмность» заражённых, а Шепарду из Kotaku она напомнила об игре. Сиде из The A.V. Club назвала снятый с помощью крана кадр, где Элли обнимает Джоэла, «красивым и ошеломляющим», а Бен Трэверс из IndieWire выразил мнение, что финальный кадр отражает то, что взгляд Элли на будущее ограничен её сосредоточенностью на прошлом. Несколько обозревателей сочли сцену битвы самой эпичной и напряжённой в сериале, в положительном ключе сравнивая её с «Игрой престолов» и битвой при Хельмовой Пади из фильма «Властелин колец: Две крепости» (2002). Джеймс Джексон из «The Times» сравнил её с открывающейся сценой из «Спасти рядового Райана» (1998), а Джон Ньюджент из «Empire» назвал её «исключительным кинематографическим масштабным телевидением». Сиде из The A.V. Club была впечатлена тем, как эти сцены заставили её сильнее переживать за Томми и Марию, а Кит Фиппс из Vulture считал, что подготовительные сцены сделали экшн более эффективным. И наоборот, Карди из IGN хоть и назвал экшн-сцену красиво снятой, он счёл её чрезмерной коррекцией нехватки экшна в первом эпизоде, а Алан Сепинуолл из «Rolling Stone» посчитал её «восхитительной», «но менее захватывающей, чем следовало бы», из-за незнакомых персонажей.

## Комментарии
1. 1 2  Смерть отца Эбби была показана в эпизоде «Ищи свет».[5]